# Mudurnu
Mudurnu là một huyện thuộc tỉnh Bolu, Thổ Nhĩ Kỳ. Huyện có diện tích 1351 km² và dân số thời điểm năm 2007 là 21450 người, mật độ 16 người/km².